# Округ Нуесес (Тексас)
Округ Нуесес (енгл. Nueces County) је округ у америчкој савезној држави Тексас. По попису из 2010. године број становника је 340.223.

## Демографија
Према попису становништва из 2010. у округу је живело 340.223 становника, што је 26.578 (8,5%) становника више него 2000. године.
| Група             | 2000.           | 2010.           |
| Белци             | 118.178 (37,7%) | 111.870 (32,9%) |
| Афроамериканци    | 13.307 (4,2%)   | 13.637 (4,0%)   |
| Азијати           | 3.632 (1,2%)    | 5.731 (1,7%)    |
| Хиспаноамериканци | 174.951 (55,8%) | 206.293 (60,6%) |
| Укупно            | 313.645         | 340.223         |